# Schlacht am Nedao
In der Schlacht am Nedao, einem Fluss in Pannonien, besiegten im Jahre 454 (bisweilen wird auch für das Jahr 455 plädiert) die Gepiden und ihre Verbündeten die Hunnen entscheidend. Die Niederlage bedeutete das Ende des Hunnenreichs.

## Ausgangslage und Ablauf der Schlacht
Attilas Tod im Jahre 453 nahmen die Gepiden unter ihrem Anführer Ardarich zum Anlass für einen Aufstand gegen Attilas Söhne. Die Skiren unter Edekon, Rugier, Heruler, Donausueben, Sarmaten und wohl auch Teile der Ostgoten schlossen sich ihnen an. Allerdings ist die Zusammensetzung dieser anti-hunnischen Koalition für die moderne historische Forschung ein nicht geringes Problem. Besonders bezüglich der Goten sind die Quellenaussagen nicht ganz stimmig, zumal Goten auch auf der Seite der Hunnen kämpften.
Jedenfalls sahen die aufständischen Verbände mit dem Tod Attilas ihr Treueverhältnis, das sie als ein nur an die Person Attilas gebundenes interpretierten, offenbar als gelöst an. Diesem Aufgebot hatten die Hunnen, die von Attilas Sohn Ellac geführt wurden, nichts mehr entgegenzusetzen. An die 30.000 Hunnen sollen bei der Schlacht ums Leben gekommen sein, darunter auch Ellac selbst (Jordanes, Getica 262). Die überlebenden Hunnen flohen ostwärts über die Karpaten und in die südrussische Ebene, andere traten beispielsweise in den römischen Militärdienst ein. Der Attilasohn Dengizich versuchte später noch einmal vergeblich, eine hunnische Reichsbildung zu betreiben.
Durch ihren Sieg in der Schlacht an der Bolia im Jahr 469 sollten die Ostgoten wieder eine führende Rolle auf dem Balkan spielen, bevor sie 488 nach Italien zogen.

## Ort der Schlacht
Die genaue Lage bzw. der heutige Name des Flusses Nedao ist unbekannt. Da die Gepiden aber in Siebenbürgen siedelten und die Residenz Attilas und seiner Nachfolger an der Theiß zu suchen ist, dürfte es einer der Flüsse im Gebiet zwischen Donau und Karpatenbogen sein. Herwig Wolfram hält den Nedao für einen Nebenfluss der Save.